# المركز الإسلامي السلفي براجشاهي
المركز الإسلامي السلفي هو مدرسة إسلامية تقع في مدينة راجشاهي، بنغلاديش أسست علي رأس القرن الهجري الخامس عشر 1400 هـ عام 1981م، تعد أكبر مدرسة أسهمت في تعليم المجتمع البنغلاديشي علي نهج السلف. نشأتها كانت نقطة تحول لبداية القرن الجديد رغبة في إنتاج العلماء والممارسين القادرين على تلبية الصحوة الإسلامية الجديدة علي نهج السلف الصالحين في مجتمع بنغلاديش. فالمركز الإسلامي السلفي هو مؤسسة فريدة من نوعها للتعليم العالي يوفر نظاماسلفيا يقوم على المبادئ الإسلامية قادرة على الاستجابة لاحتياجات الحاضر ومتطلباته.

## المراحل التعليمية
1. الابتدائية (مع روضة الأطفال)
2. المتوسطة (المعهد المتوسط)
3. الثانوية (المعهد الثانوي)
4. العالية (دورة الحديث)
5. التكميل (التخصص في الحديث والفقه)
6. قسم تحفيظ القرآن وتجويده-
7. معهد التدريب الإنشائي (1-2)-

هذا المركز مجمع تعليمي يشمل على مدرسة ثانوية، ودار الأيتام، وقسم تحفيظ القرآن الكريم، والمسجد الجامع الكبير، ومكتبة عامة وقسم البحث والتحقيق.
وشهادة الثانوية للمركز قد تمت معادلتها مع الجامعة الإسلامية بالمدينة المنورة والتحق بها عدد من الطلبة، كما التحق مجموعة من الطلبة بعدة جامعات حكومية في بنغلاديش. وأساتذة المركز وطلبته يقدمون خدماتهم الدعوية بإلقاء خطب الجمع والمحاضرات الموسمية في مناسبات إسلامية مختلفة بجانب التعليم والتعلم. وجدير بالذكر أن الجامعة الإسلامية بالمدينة المنورة أقامت دورة تدريبية في المركز في ربيع الأول عام 1418هـ / الموافق 1997م، وكان رئيس الدورة سعادة الدكتور محمد يوسف عفيفي وزملاؤه د. محمد ربيع المدخلي د. حمود عوض السهلي، والشيخ عبد الرحمن الشبل.

## المكتبات
المكتبة المركزية 

## وصلات خارجية
- الموقع الرسمي للمدرسة